# Liste von Söhnen und Töchtern der Stadt Mobile (Alabama)
Dies ist eine Liste bekannter Persönlichkeiten, die in der US-amerikanischen Stadt Mobile (Alabama) geboren wurden. Die Liste erhebt keinen Anspruch auf Vollständigkeit.

## 19. Jahrhundert

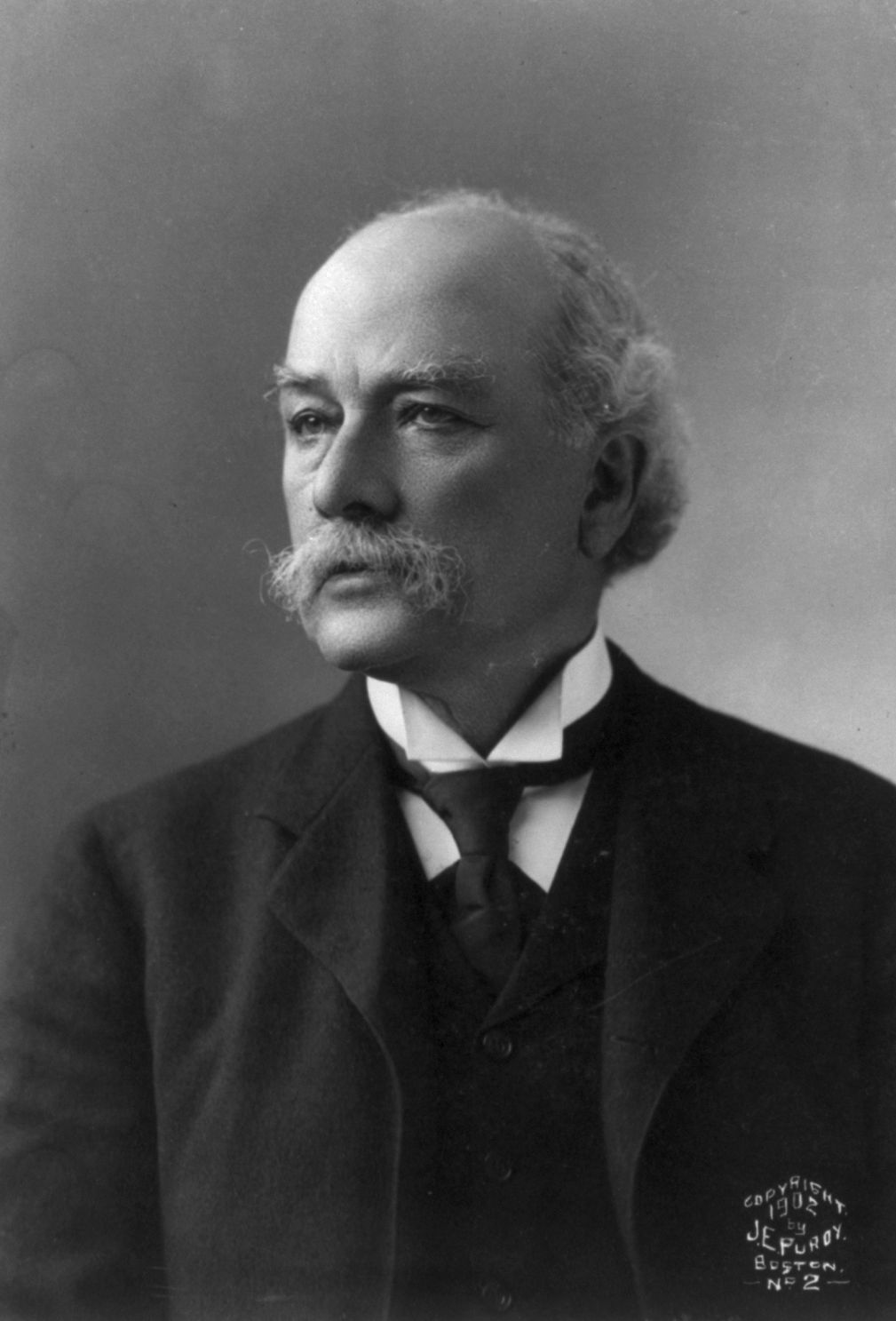
Ethan A. Hitchcock
(1835–1909)

- Ethan A. Hitchcock (1835–1909), Jurist, Politiker und von 1899 bis 1907 Innenminister
- Alva Vanderbilt Belmont (1853–1933), Frauenrechtlerin
- Archibald Gracie (1859–1912), Historiker, Geschäftsmann und Schriftsteller; überlebte den Untergang der Titanic
- John William Shaw (1863–1934), römisch-katholischer Erzbischof von New Orleans
- Allen West (1872–1952), Tennisspieler
- James Reese Europe (1881–1919), Bandleader und Komponist des Ragtime und frühen Jazz
- George Godfrey (1897–1947), Boxer im Schwergewicht
- Gerald St. C. Mickle (1899–1972), Brigadegeneral der United States Army

## 20. Jahrhundert

### 1901–1940

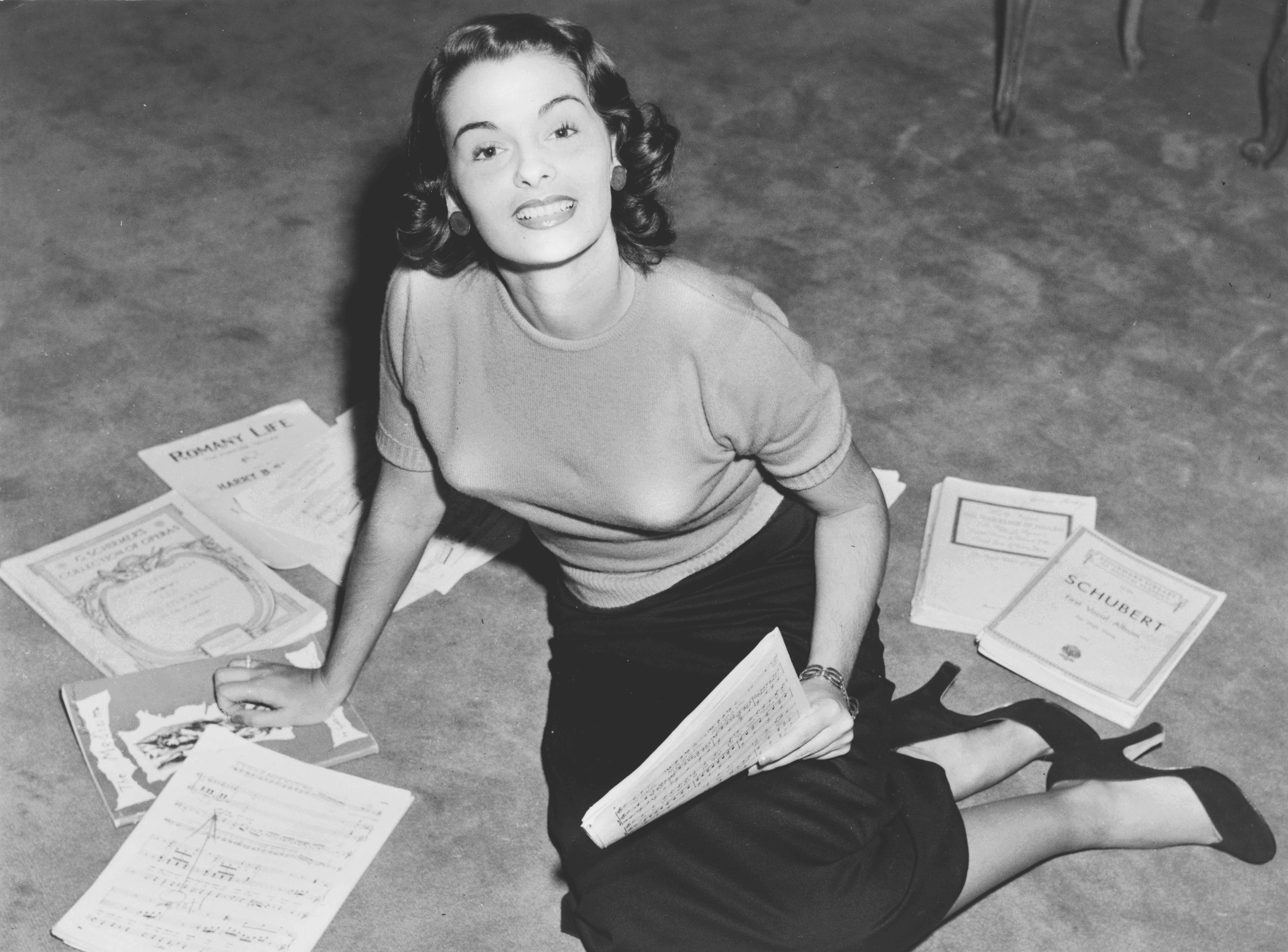
Yolande Betbeze
(1928–2016)

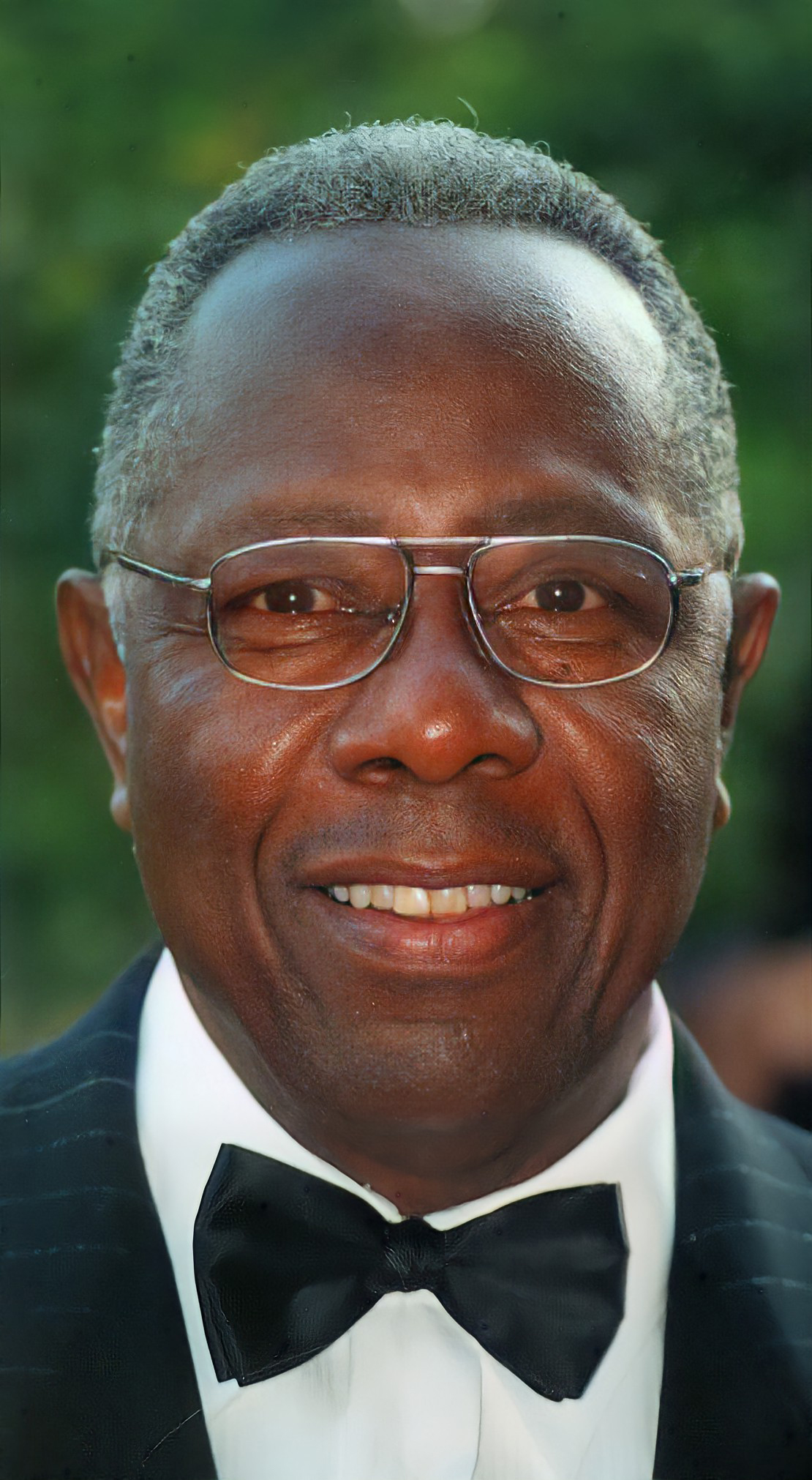
Hank Aaron
(1934–2021)

- Ted Radcliffe (1902–2005), Profi-Baseballspieler und früher ein Star der Negro Leagues
- Satchel Paige (1906–1982), Baseballspieler
- Archie Carr (1909–1987), Zoologe und Naturschützer
- Alvin Burroughs (1911–1950), Jazzdrummer
- Cootie Williams (1911–1985), Jazztrompeter
- Fayard Nicholas (1914–2006), Tänzer, Sänger und Schauspieler
- James Lloyd Abbot junior (1918–2012), Konteradmiral
- Eugene Sledge (1923–2001), Soldat, Autor und Hochschullehrer
- Jeremiah Denton (1924–2014), Politiker und Admiral
- Urbie Green (1926–2018), Jazzposaunist
- William Russell Houck (1926–2016), Geistlicher und römisch-katholischer Bischof von Jackson
- Ward Swingle (1927–2015), Leiter der Swingle Singers
- Yolande Betbeze (1928–2016), Miss America 1951[1]
- Yolande Fox (1928–2016), Sängerin, Fotomodell und Frauenrechtsaktivistin
- Oscar Hugh Lipscomb (1931–2020), römisch-katholischer Erzbischof von Mobile
- Sonny Callahan (1932–2021), Politiker
- Clifton Williams (1932–1967), Testpilot und Astronaut
- Frank James Low (1933–2009), Physiker und Astronom
- Hank Aaron (1934–2021), Baseballspieler
- Jody Williams (1935–2018), Bluesmusiker
- BJ Papa (1936–2008), Jazzpianist
- Sonny Phillips (* 1936), Soul-Jazz-Musiker, Komponist und Musikpädagoge
- Willie McCovey (1938–2018), Baseballspieler

### 1941–1970

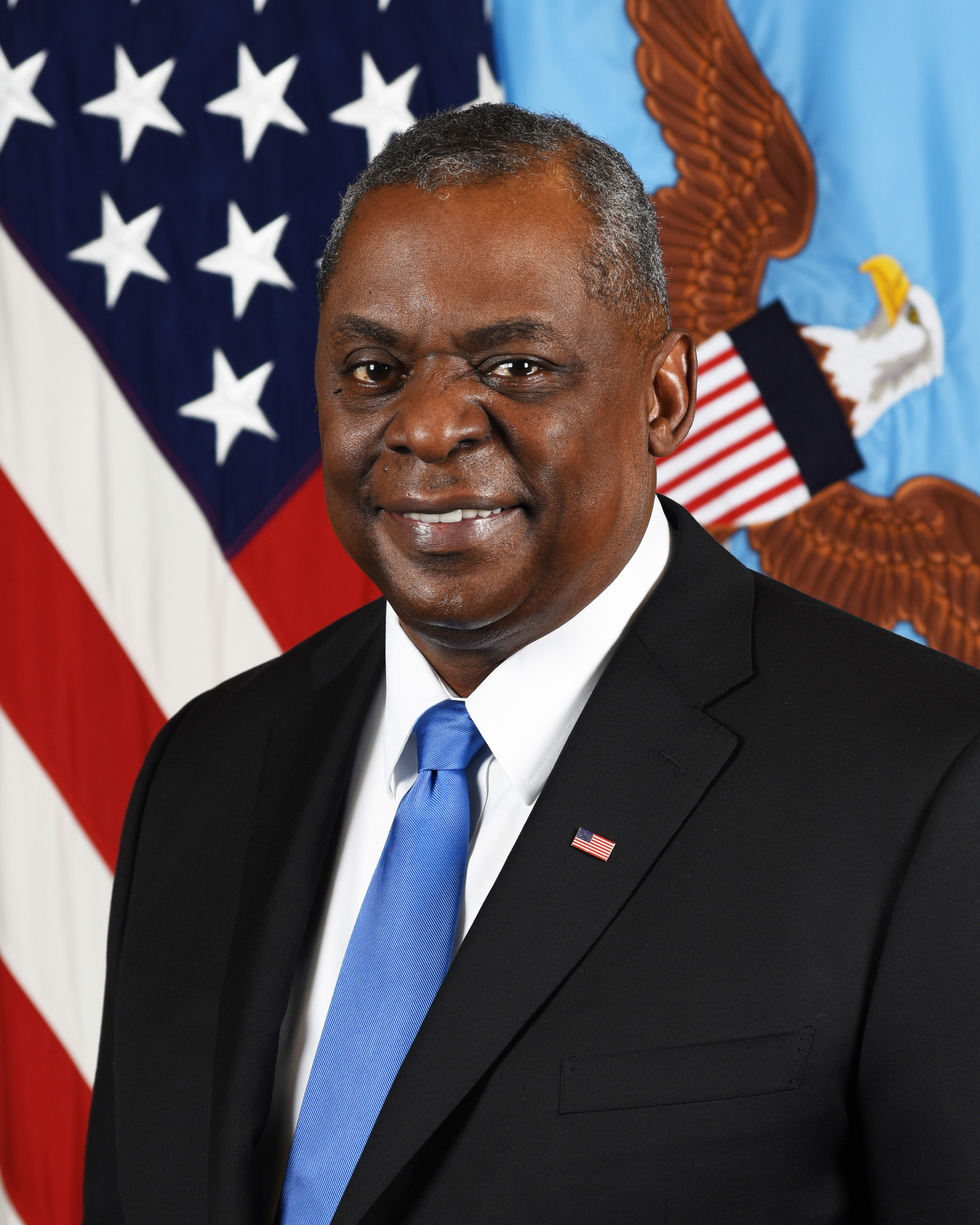
Lloyd Austin
(* 1953)

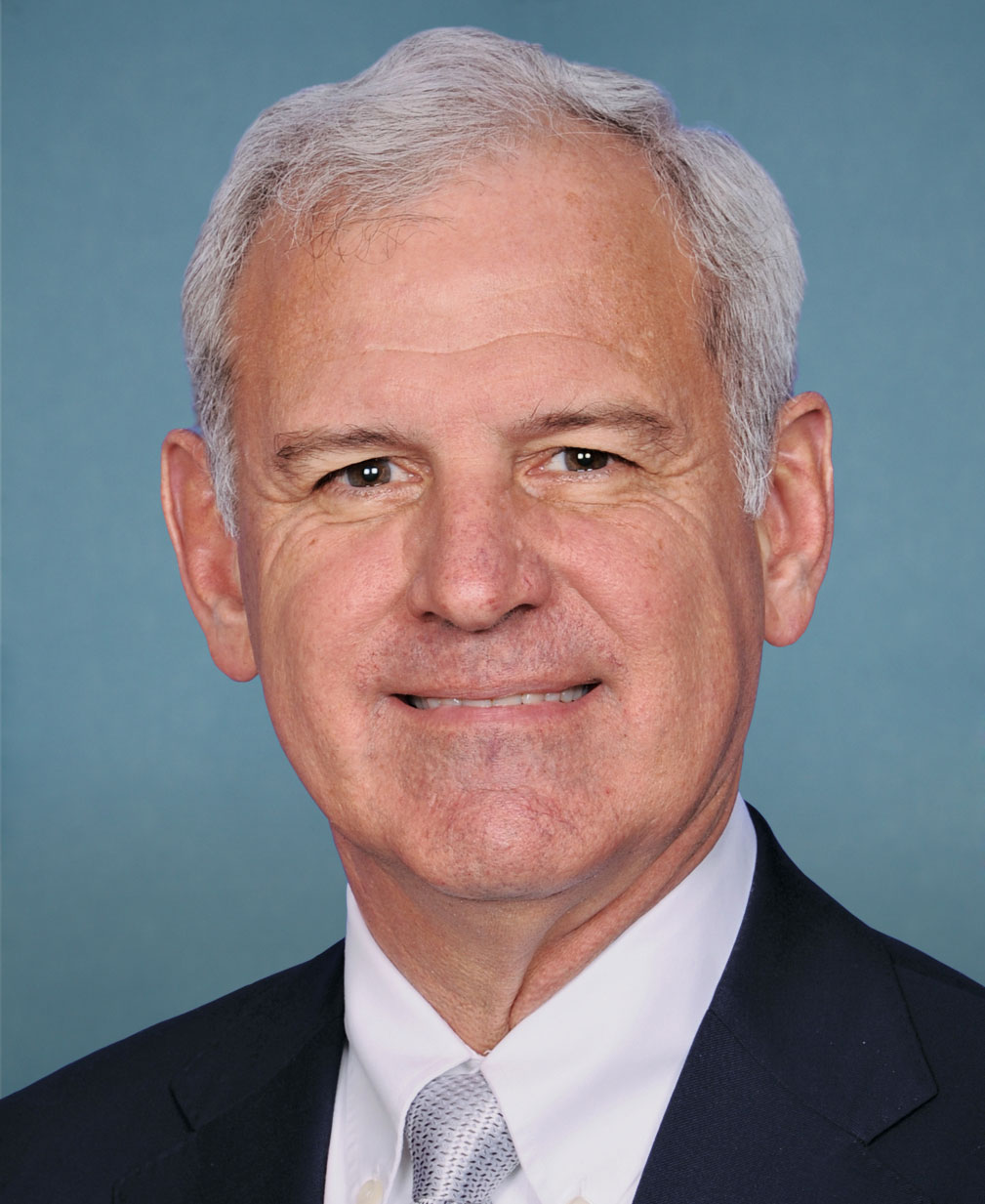
Bradley Byrne
(* 1955)

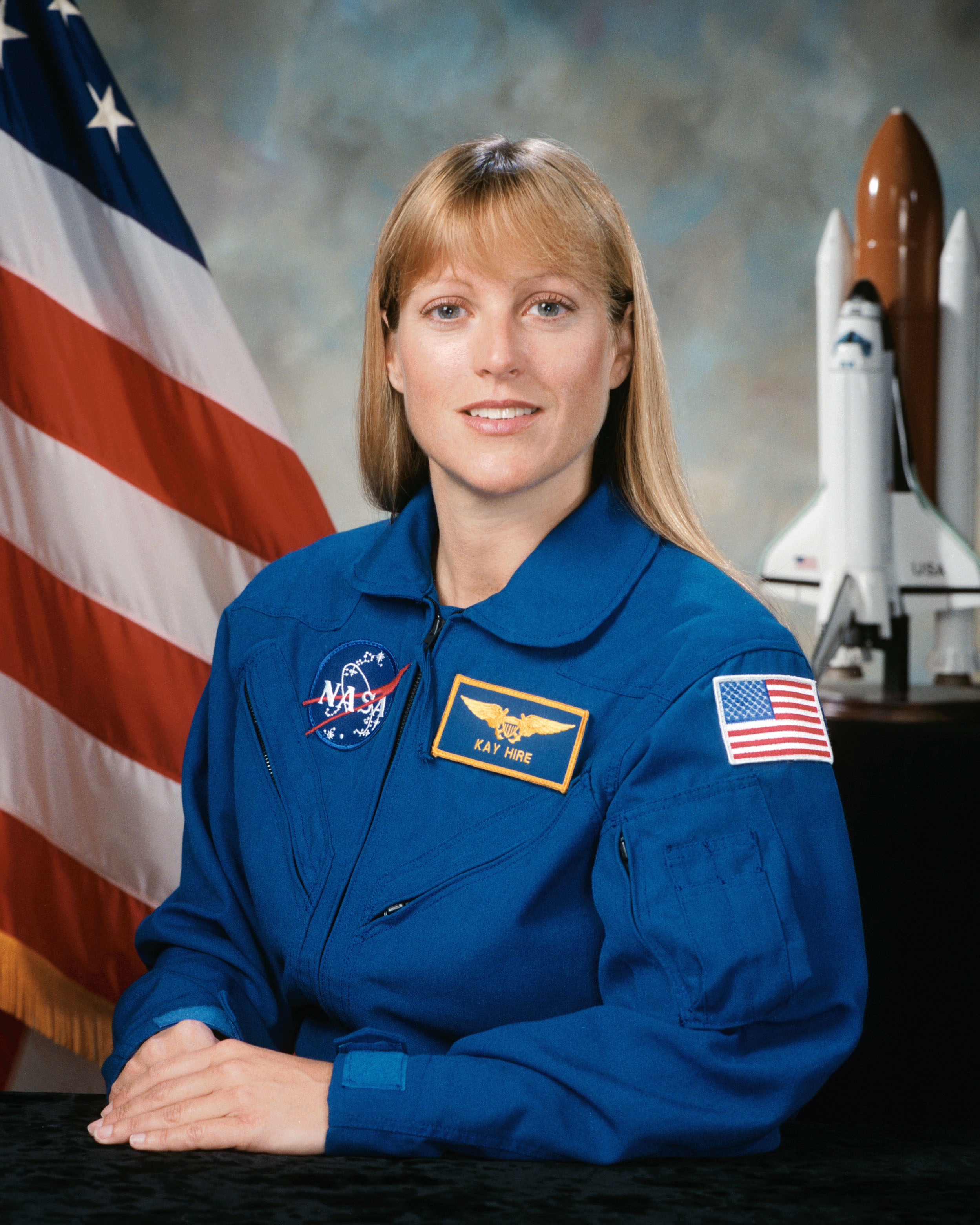
Kathryn P. Hire
(* 1959)

- Gregory Benford (* 1941), Science-Fiction-Autor und Physiker
- Jonathan Fanton (* 1943), Historiker
- George Greene (1943–2022), Jazz- und Bluesmusiker
- Fred Wesley (* 1943), Jazzposaunist
- Don Siegelman (* 1946), Politiker
- Billy Bang (1947–2011), Jazz-Violinist und Komponist
- Sanford Bishop (* 1947), Politiker
- Alexis Herman (1947–2025), Politikerin, US-Arbeitsministerin
- Joseph Paul Franklin (1950–2013), Serienmörder
- Cooper Huckabee (* 1951), Schauspieler
- Lloyd Austin (* 1953), General der US Army und Verteidigungsminister
- Robert Brazile (* 1953), American-Football-Spieler
- William A. Moody (1954–2013), Wrestler und Wrestling-Manager („Paul Bearer“)
- Ozzie Smith (* 1954), Baseballspieler
- Ralph Therrio (* 1954), Radsportler[2]
- Bradley Byrne (* 1955), Politiker
- Jerry Carl (* 1958), Politiker
- Kathryn P. Hire (* 1959), Astronautin
- Tim Cook (* 1960), CEO von Apple
- Jeff Malone (* 1961), Basketballspieler
- Richard Tyson (* 1961), Schauspieler
- Pete Myers (* 1963), Basketballspieler[3]
- Fennis Dembo (* 1966), Basketballspieler[4]
- Derrick Coleman (* 1967), Basketballspieler
- Orlando Jones (* 1968), Comedian und Schauspieler
- Leon Lett (* 1968), American-Football-Spieler

### 1971–2000
- Erick Walder (* 1971), Leichtathlet
- B. J. Wallace (* 1971), Baseballspieler[5]

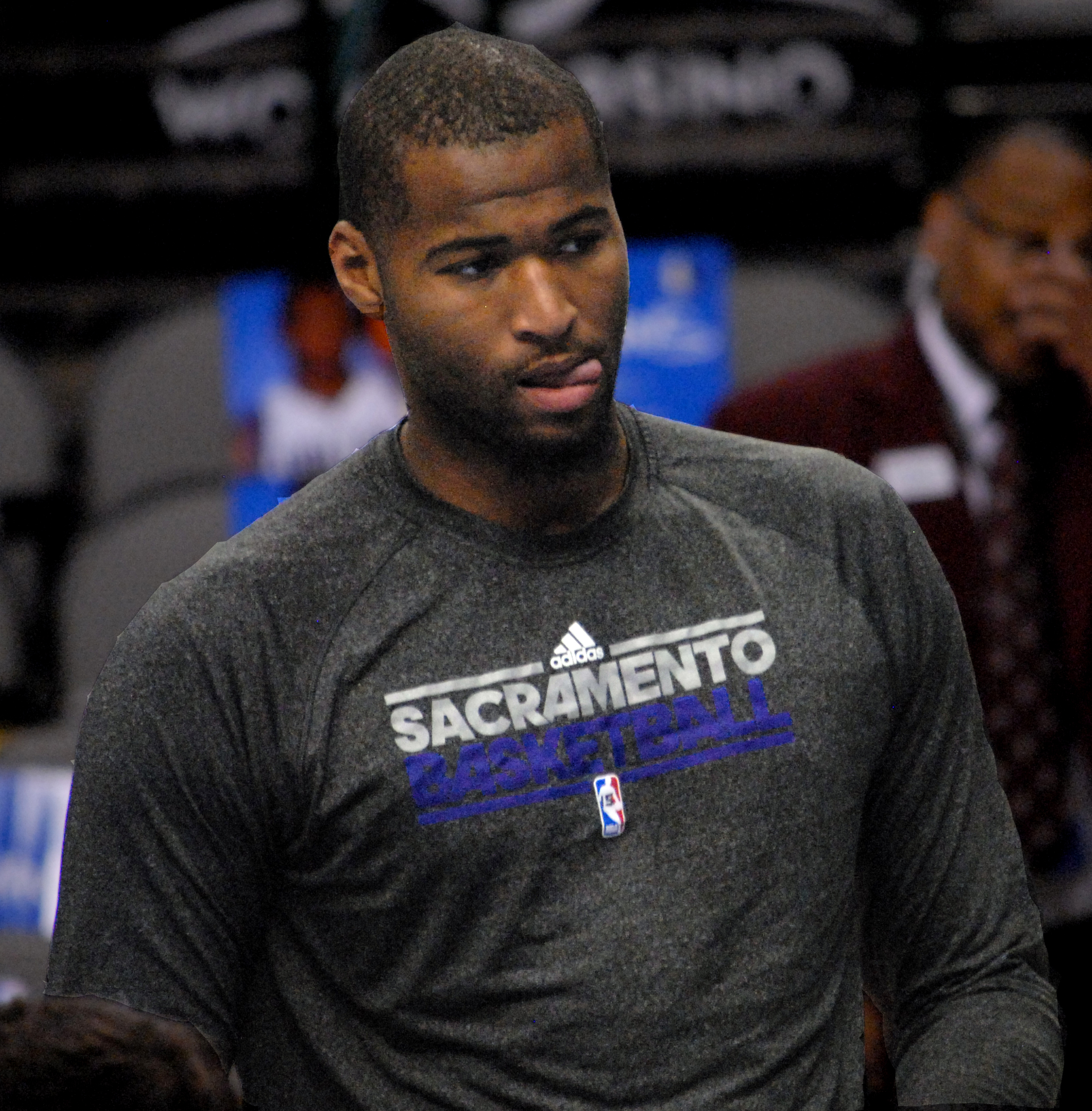
DeMarcus Cousins
(* 1990)

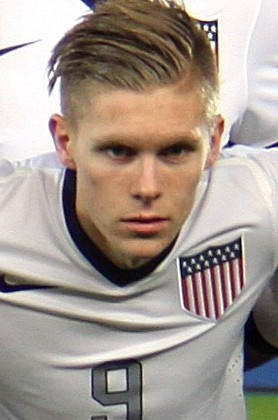
Aron Jóhannsson
(* 1990)

- Laverne Cox (* 1972), transsexuelle Schauspielerin, Fernsehproduzentin und LGBT-Aktivistin
- Allison Moorer (* 1972), Musikerin und Sängerin
- Jason Caffey (* 1973), Basketballspieler[6]
- Juan Pierre (* 1977), Baseballspieler[7]
- Walker Hayes (* 1979), Country-Musiker und Songwriter
- Jake Peavy (* 1981), Baseballspieler
- Kimberly Perry (* 1983), Sängerin der Country-Rockband The Band Perry
- Maurice Richards (* 1983), Rapper („Rich Boy“)
- Lindsey Harding (* 1984), Basketballspielerin
- JaMarcus Russell (* 1985), American-Football-Spieler
- Alan Voskuil (* 1986), Basketballspieler
- Nick Fairley (* 1988), American-Football-Spieler
- Reid Perry (* 1988), Bassist der Country-Rockband The Band Perry
- Rodney Hudson (* 1989), American-Football-Spieler
- DeMarcus Cousins (* 1990), Basketballspieler
- Aron Jóhannsson (* 1990), isländischer Fußballspieler
- Neil Perry (* 1990), Schlagzeuger, Mandolinen- und Akkordeonspieler der Country-Rockband The Band Perry
- Anderson Reed (* 1990), Tennisspieler
- Elley Duhé (* 1992), Sängerin und Songwriterin
- C. J. Mosley (* 1992), American-Football-Spieler
- Jaquiski Tartt (* 1992), American-Football-Spieler
- Daphne Corboz (* 1993), Fußballspielerin
- Rylo Rodriguez (* 1993), Rapper
- Bubba Wallace (* 1993), Automobilrennfahrer
- Maël Corboz (* 1994), Fußballspieler
- Danielle Harbin (* 1995), Volleyballspielerin
- La’Mical Perine (* 1998), American-Football-Spieler
- Kadarius Toney (* 1999), American-Football-Spieler